# Малі Ляди
Малі Ляди (біл. вёска Малыя Ляды) — село в складі Смолевицького району Мінської області, Білорусь. Село підпорядковане Драчківській сільській раді, розташоване в центральній частині області.